# Jere H. Lipps
Jere Henry Lipps (* 28. August 1939 in Los Angeles) ist ein US-amerikanischer Paläontologe. Er ist Professor an der University of California, Berkeley und seit 1988 Kurator am University of California Museum of Paleontology, dessen Direktor er 1989 bis 1997 war.
Lipps studierte an der University of California at Los Angeles mit dem Bachelor-Abschluss 1962 und der Promotion 1966. Damals befasste er sich mit paläontologischer Forschung auf den Channel Islands of California und Biostratigraphie in Kalifornien, Evolution von Foraminiferen, Paläoökologie von Walen im Miozän und das Pleistozän von Kalifornien. An der University of California, Davis befasste er sich mit Evolutionsbiologie und Ökologie speziell von marinen Protisten (u. a. früheste Protisten mit Schalen aus dem Kambrium und Präkambrium). Außerdem erforscht er weltweit rezente Korallenriffe, die Ediacara Fossilien und Paläontologie der Galapagos-Inseln. Er leitete 1971 bis 1981 die Forschung zur Meeresbiologie im US Antarktisprogramm und eine Bohrung durch das Ross-Schelfeis. Eine kleine Insel in der Antarktis wurde nach ihm benannt.
Mit Philip W. Signor formulierte er den Signor-Lipps-Effekt über die immer vorhandenen Lücken in der Fossilüberlieferung (weder die erste noch letzte Art eines Taxons ist danach überliefert).
1997 war er Präsident der Paleontological Society. 2010 erhielt er die Raymond C. Moore Medal for Paleontology. Bereits seit 1975 ist der Namensgeber für Lipps Island, eine kleine Insel des Palmer-Archipels in der Antarktis.